# Adela Raimannová
Adela Raimannová fue una deportista checoslovaca que compitió en luge. Ganó una medalla de plata en el Campeonato Europeo de Luge de 1934, en la prueba individual.

## Palmarés internacional
| Campeonato Europeo | Campeonato Europeo | Campeonato Europeo | Campeonato Europeo |
| Año                | Lugar              | Medalla            | Prueba             |
| ------------------ | ------------------ | ------------------ | ------------------ |
| 1934               | Ilmenau (Alemania) | Medalla de plata   | Individual         |